# 바르나비 메추라트
바르나비 메추라트(독일어: Barnaby Metschurat, 1974년 9월 22일 ~ )는 독일의 배우이다.
서베를린에서 태어났다.

## 영화
- 레이스 (2016년) - 요제프 괴벨스 역
- 컬러스 인 더 다크 (2010년)
- 환멸 (2010년)
- 자장가 (2009년)
- 하켄란트 (2008년)
- 페어 트레이드 (2006년)
- 사랑은 타이밍! (2005년)
- 슈가 오렌지 (2004년)
- 나의 부모님 (2004년)
- 아나토미 2 (2003년) - 조 하우저 역
- 스페니쉬 아파트먼트 (2002년)
- 스쿨 아웃 2 (2001년) - 니클라스 역
- 냉정 (1999년)